# Job Kinyor
Job Koech Kinyor (ur. 2 września 1990) – kenijski lekkoatleta specjalizujący się w biegu na 800 metrów.
W 2011 zdobył brązowy medal igrzysk afrykańskich w Maputo. Złoty medalista IAAF World Relays 2014. W 2015 sięgnął po swój drugi brąz igrzysk afrykańskich. 
Jego ojcem jest były płotkarz i dwukrotny uczestnik igrzysk olimpijskich, Barnabas Kinyor.
Rekord życiowy: 1:43,76 (11 maja 2012, Doha).

## Osiągnięcia
| Rok  | Impreza              | Miejsce     | Konkurencja             | Lokata     | Wynik   |
| ---- | -------------------- | ----------- | ----------------------- | ---------- | ------- |
| 2011 | Igrzyska afrykańskie | Maputo      | bieg na 800 metrów      | 3. miejsce | 1:46,52 |
| 2014 | IAAF World Relays    | Nassau      | sztafeta 4 × 800 metrów | 1. miejsce | 7:08,40 |
| 2015 | Igrzyska afrykańskie | Brazzaville | bieg na 800 metrów      | 3. miejsce | 1:50,79 |